# Sture Mörtsell
Sture Gustaf Mörtsell, född 10 juni 1899 i Umeå, död 7 juli 1951, var en svensk bergsingenjör och professor.
Sture Mörtsell avlade 1922 bergsingenjörsexamen vid KTH och blev 1926 driftsingenjör vid Margretelunds Gruv A-B samt 1927 platschef vid Ryllshytte gruvor. Han var 1929-1942 anrikningsingenjör och avdelningschef vid Bolidens Gruv A-B. Han var tillförordnad professor i allmän bergsmekanik och gruvmekanik 1929, 1932 och 1933 vid KTH och blev 1942 professor i anrikning där. Han invaldes 1941 som ledamot av Ingenjörsvetenskapsakademien.